# 新疆生产建设兵团第三师四十一团
新疆生产建设兵团第三师四十一团是中华人民共和国新疆生产建设兵团第三师下辖的一个团，与新疆维吾尔自治区图木舒克市草湖镇实行“团镇合一”的管理体制。

## 历史
2014年6月26日，国务院批复同意将喀什地区疏勒县巴合齐乡部分区域、塔孜洪乡部分区域，疏附县布拉克苏乡部分区域，克孜勒苏柯尔克孜自治州阿克陶县皮拉勒乡部分区域划归图木舒克市管辖。
2014年10月20日，新疆维吾尔自治区人民政府批复同意图木舒克市在国务院（国函〔2014〕81号）批准划入的区域设立草湖镇，镇人民政府驻现四十一团团部办公楼。草湖镇按照“团镇合一”的模式管理。
2014年11月8日，草湖镇正式挂牌成立，属于新疆维吾尔自治区图木舒克市飞地镇。

## 行政区划
新疆生产建设兵团第三师四十一团下辖以下单位：
团部、一连、二连、三连、四连、五连、六连、七连、八连、九连、良种连、林畜站生活区和机耕连。